# هيو فوكس
هيو فوكس (بالإنجليزية: Hugh Fox)‏ (12 فبراير 1932، شيكاغو في الولايات المتحدة - 4 سبتمبر 2011، إيست لانسنغ في الولايات المتحدة)؛ شاعر، عالم إنسان وروائي أمريكي.